# Alexandre Gandoin
Pour les articles homonymes, voir Gandouin.
Alexandre Gandoin, né le 7 janvier 1894 dans le 4e arrondissement de Paris et mort en déportation le 7 décembre 1943 à Cologne, est un résistant français et un membre de Combat Zone Nord.

## Biographie
Alexandre Charles Gandoin naît en 1894 à Paris, fils de Charles Victor Gandoin, facteur aux Halles, et d’Hélène Eugénie Joséphine Tournu, son épouse.
Membre du groupe de Compiègne, ayant effectué des repérages de terrains d’atterrissage et préparé des sabotages éventuels, il est arrêté, le 3 mars 1942, emprisonné à Fresnes, puis déporté à la prison de Sarrebruck, en vertu du décret Nacht und Nebel.
- 15 octobre 1943 : avec Gilberte Bonneau du Martray et Gualbert Flandrin, il est condamné à mort pour espionnage en temps de guerre (affaire Continent) par le 2e sénat du Volksgerichtshof.
- 7 décembre 1943 : avec Gualbert Flandrin, Georges Tainturier, Michel Edvire, Christian Héraude, Robert Héraude, Gabriel Clara, Abel Laville et Albert Vandendriessche, il est guillotiné à la prison de Cologne.

## Sources
- Archives nationales
- Archives départementales de l’Oise
- BDIC (Nanterre)
- Musée de la Résistance et de la Déportation de Besançon
- Service historique de la Défense, Vincennes (cote GR 16 P 241576)[2]